# Gintautas Umaras
Gintautas Umaras (ur. 20 maja 1963 w Kownie) – litewski kolarz torowy i szosowy reprezentujący ZSRR, dwukrotny mistrz olimpijski oraz czterokrotny medalista torowych mistrzostw świata.

## Kariera
Pierwszy sukces w karierze Gintautas Umaras odniósł w 1985 roku, kiedy zdobył srebrny medal w indywidualnym wyścigu na dochodzenie podczas mistrzostw świata w Bassano. W wyścigu tym uległ jedynie innemu reprezentantowi ZSRR Wiaczesławowi Jekimowowi, a bezpośrednio wyprzedził Rolanda Günthera z RFN. Rok później, na mistrzostwach świata w Colorado Springs był drugi indywidualnie, a wspólnie z Jekimowem, Aleksandrem Krasnowem i Wiktorem Manakowem zdobył brązowy medal drużynowo. Na rozgrywanych w 1987 roku mistrzostwach świata w Wiedniu Umaras zdobył indywidualnie złoto wśród amatorów, wyprzedzając Jekimowa i swego rodaka Artūrasa Kasputisa. Największe sukcesy osiągnął jednak na igrzyskach olimpijskich w Seulu 1988 roku, gdzie razem z Jekimowem, Kasputisem, Dmitrijem Nielubinrm i swym bratem Mindaugasem Umarasem zdobył złoto w drużynie. Na tych samych igrzyskach złoto zdobył także w wyścigu indywidualnym, wyprzedzając Australijczyka Deana Woodsa i Bernda Ditterta z NRD. W wyścigach szosowych jego największe osiągnięcia to zwycięstwa w Tour d'Egypte i Olympia's Tour w 1986 roku oraz Dookoła Grecji w 1988 roku. Wśród profesjonalistów występował w latach 1989-1991, po czym zakończył karierę.